# Ad interim
Ad interim o per interim (lett. "per ora"; interim significa "frattanto") è una locuzione latina utilizzata per indicare l'esercizio delle funzioni collegate ad una carica da parte di un esercitatore provvisorio in mancanza di un titolare ufficiale, e in attesa della nomina di uno.
Così ad esempio:
A seguito delle dimissioni del Primo Ministro Gianni Bianchi, il ministro Maurizio Bollini è il nuovo Presidente del Consiglio ad interim.
A causa del tragico incidente occorso al professor Losso, il dottor Carli assume ad interim la carica di presidente della società.
Vi è anche un utilizzo di "ad interim" inteso come "misure ad interim" nella legislazione europea. Esse servono, per esempio, per sospendere un atto UE o per assicurare l'effettività della procedura.

## Derivazioni
Da questa espressione derivano anche:
- l'aggettivo "interinale", generalmente riferito al "lavoro interinale", cioè ad un particolare tipo di lavoro subordinato temporaneo;
- il sostantivo "interim", utilizzato soprattutto ma non esclusivamente nella terminologia giuridica, politica e giornalistica per indicare un incarico provvisorio («Il presidente del consiglio ha assunto l'interim degli Esteri»). Storicamente viene ricordato con Interim di Augusta il proclama di Carlo V del 1548 sul diritto dei prìncipi e delle città dell'impero di aderire alla religione luterana.